# 플레밍의 오른손 법칙

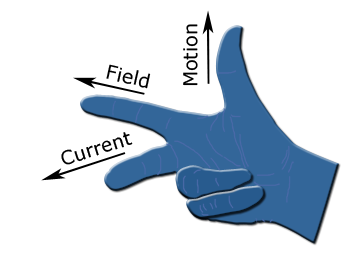

플레밍의 오른손 법칙(발전기용)은 전자기학에서 회로에 부착된 전도체가 자기장에서 움직일 때 유도 전류의 방향을 보여준다. 발전기 권선의 전류 방향을 결정하는 데 사용할 수 있다.
회로에 부착된 전선과 같은 도체가 자기장을 통과하면 패러데이의 유도 법칙에 의해 전선에 전류가 유도된다. 와이어의 전류는 두 가지 가능한 방향을 가질 수 있다. 플레밍의 오른손 법칙은 전류가 흐르는 방향을 알려준다.

## 같이 보기
- 오른손 법칙
- 플레밍의 왼손 법칙